# Iglesia de la Santísima Trinidad (Lískava)
La iglesia de la Santísima Trinidad (en bielorruso: Касцёл Найсвяцейшай Тройцы; en polaco: Kościół Trójcy Świętej) es un edificio religioso que pertenece a la Iglesia católica y se localiza en Lískava, Bielorrusia.

## Historia
La iglesia fue fundada por Maciej Kłoczko, voivoda de Vítebsk en los años 1532-1542. En la segunda mitad del siglo XVIII, la iglesia fue completamente reconstruido y ampliado. Entre los años 1763 y 1785 se construyó una nueva iglesia del monasterio en estilo barroco de Vilna. En el siglo XVIII se construyó un nuevo edificio del monasterio, financiado por Jan Bychowiec. En 1818 se reconstruyó la torre de la iglesia.
En 1841, las autoridades zaristas abolieron el monasterio y en 1866 convirtieron su iglesia en una iglesia ortodoxa. Después de un incendio en 1883-1884, el edificio fue reconstruido. 
La iglesia fue devuelta a la parroquia católica romana después de la Primera Guerra Mundial, en 1921.
Después de la Segunda Guerra Mundial, el templo fue cerrado y se utilizó como hospital.A partir de entonces no cumplió ninguna función y, a consecuencia del abandono, fue cayendo en desuso En 1960 la iglesia fue cerrada definitivamente y su mobiliario, a excepción de los bancos, fue trasladado a la iglesia de Różan.
A principios del siglo XXI, debido a un incendio y al derrumbe de la cubierta, el templo ya estaba de hecho en ruinas. A pesar de ello, la diócesis católica de Pinsk incluye a Lískava en la lista de parroquias que administra.

## Arquitectura
La iglesia fue construida sobre una planta en forma de cruz. Tiene un presbiterio cerrado de cuatro lados, con dos sacristías adyacentes. Parte de la fachada principal es una torre de cuatro pisos. La fachada de la iglesia está decorada con pilastras, nichos, volutas y un frontón. En el devastado templo no se conservan los muebles ni las decoraciones originales; sólo son visibles restos de la policromía original en uno de los brazos laterales del crucero.
El monasterio es un edificio de dos plantas, con su fachada orientada hacia la iglesia. Hay un risalit en la elevación principal. La fachada está decorada con pilastras, almohadilladas en el piso inferior y multiplicadas en los resaltes del risalit. En la primera planta del edificio se encuentra un salón que originalmente servía de refectorio, y en los antiguos pasillos y celdas también se han conservado las bóvedas originales (de cañón y de crucería, respectivamente).

## Galería

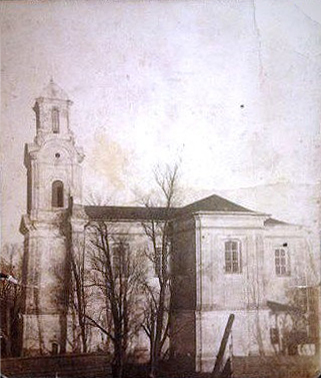
Iglesia alrededor de 1935
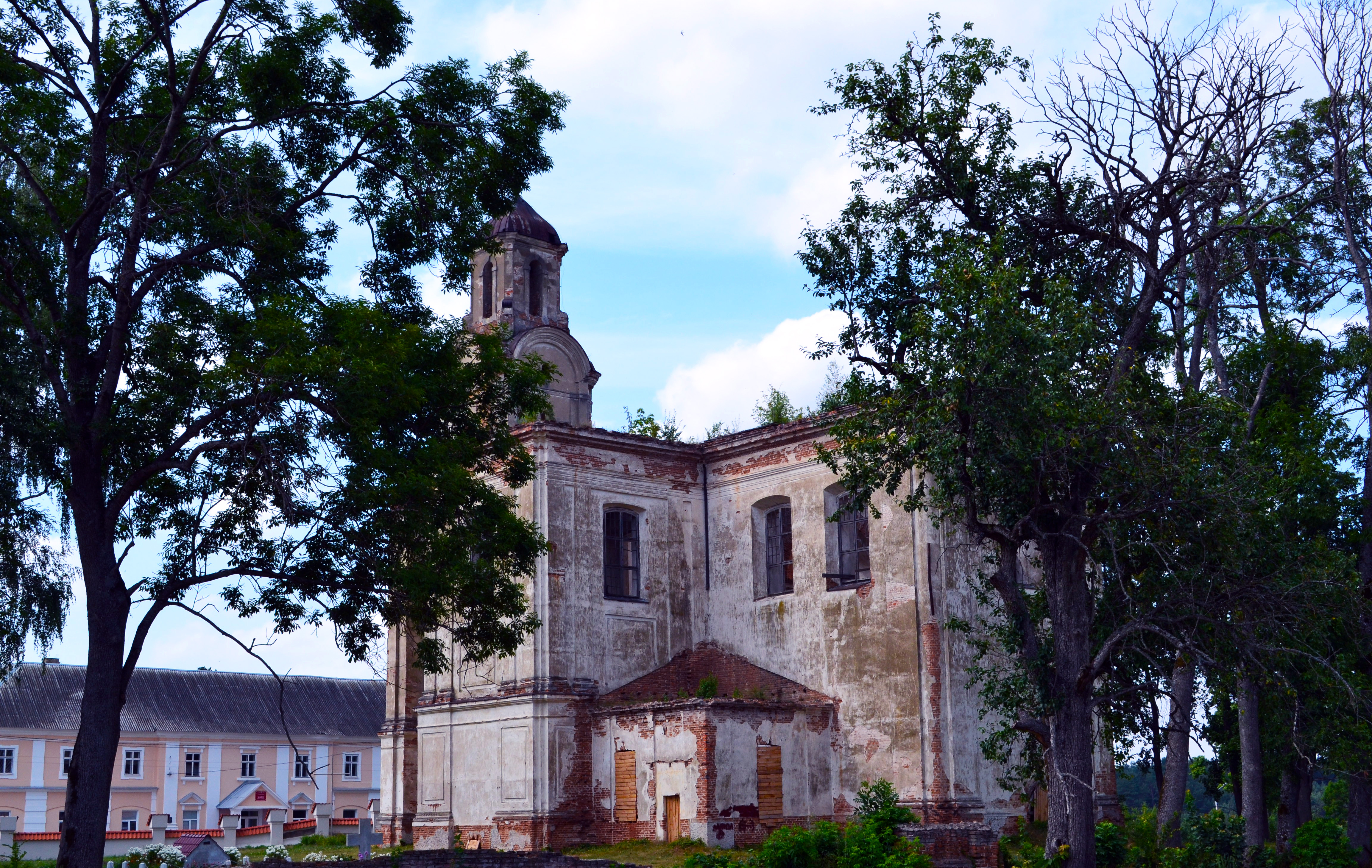
Fachada lateral
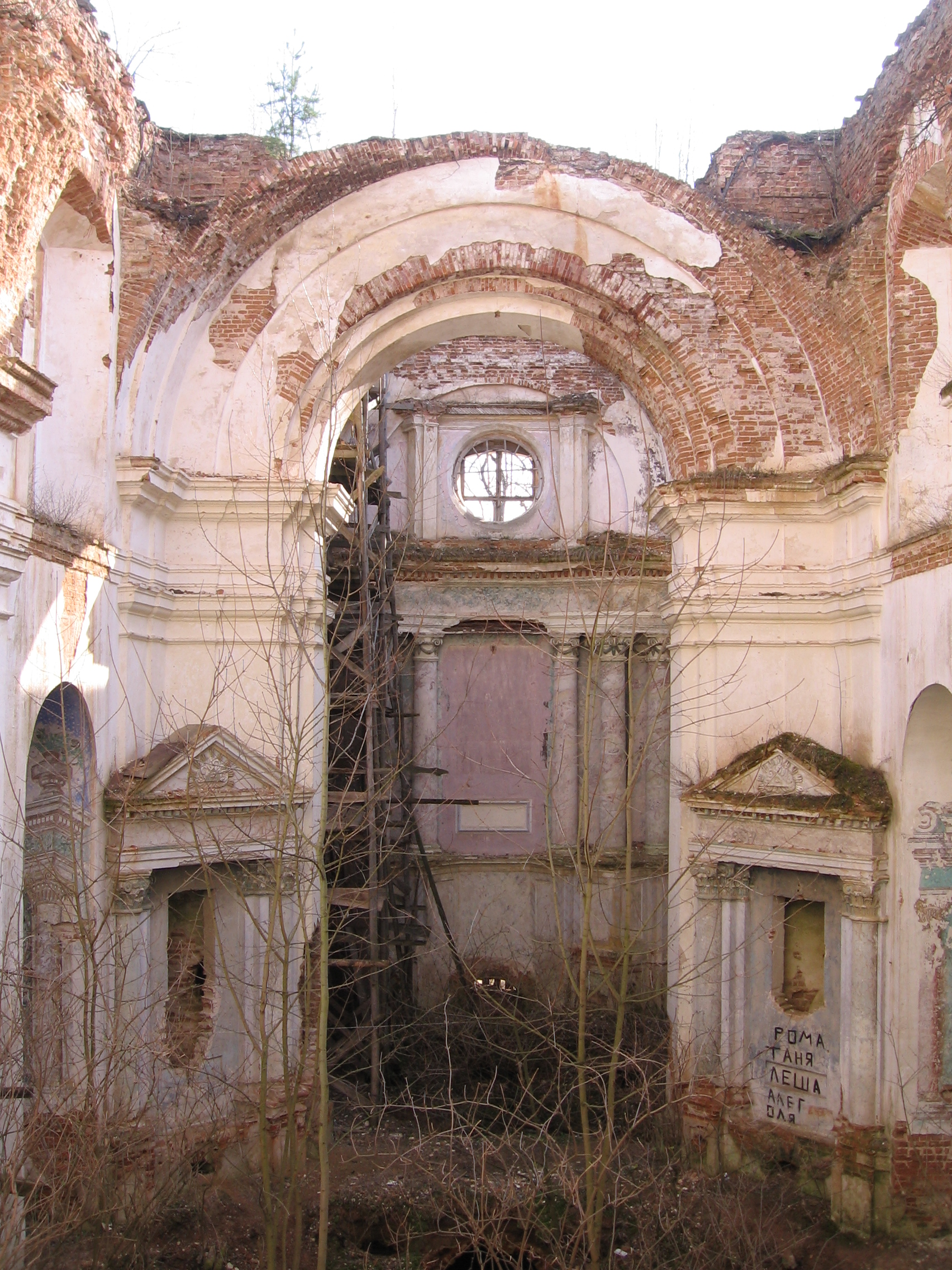
Interior
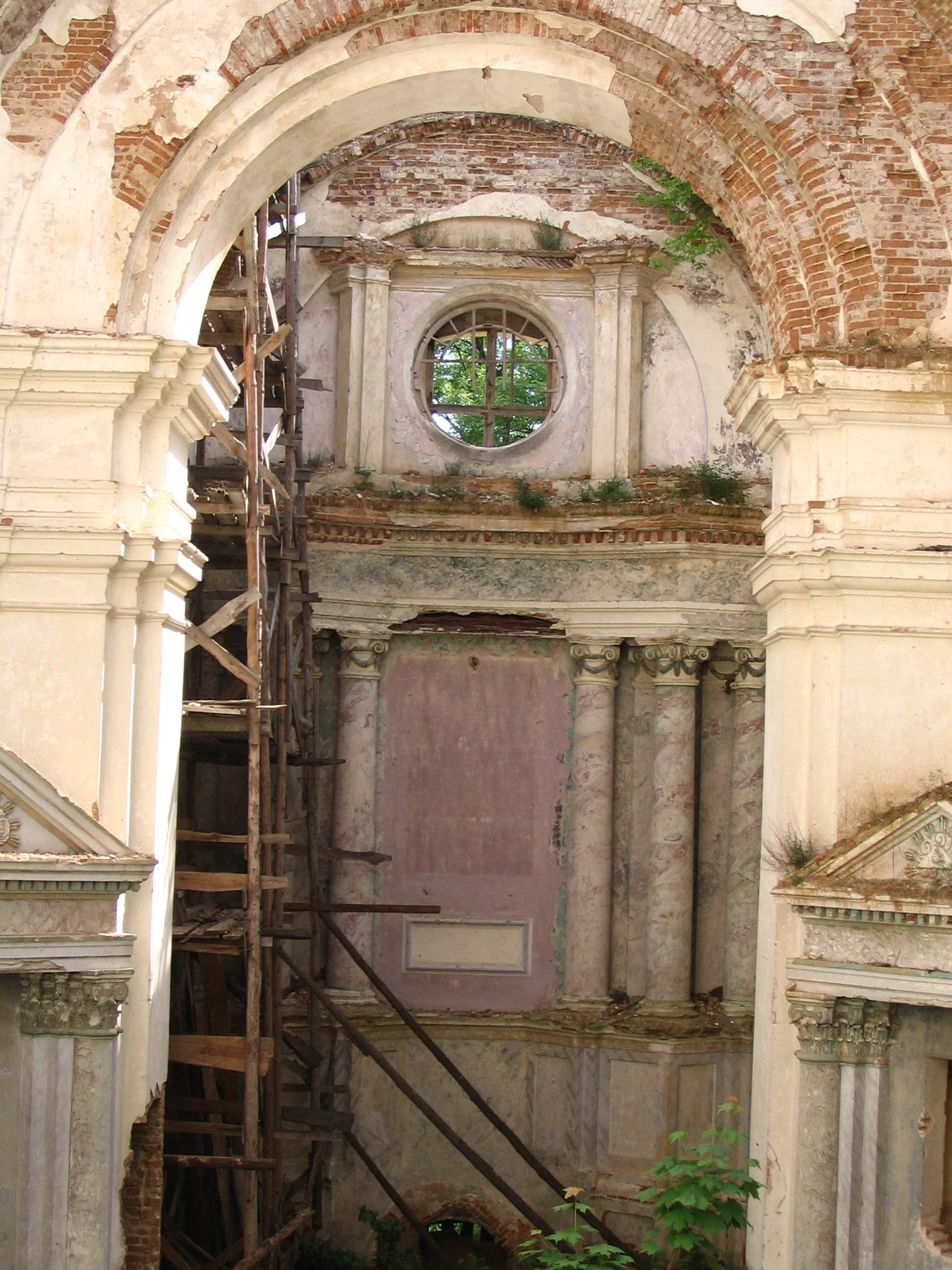
Antiguo altar